# Aeropuerto de Coatepeque
El Aeropuerto de Coatepeque (IATA: CTF, OACI: MGCT) es un pequeño aeropuerto ubicado al suroeste de la cabecera municipal de Coatepeque, departamento de Quetzaltenango, Guatemala.
Tiene una pista de asfalto de 900 metros de longitud en dirección 06/24.

## Estadísticas de Tráfico
| 2020 | 344   | 771   | [ 3 ]       |
| 2021 | N/D   | N/D   | Sin cambios |
| 2022 | 604   | 1,527 | Sin cambios |
| 2023 | 1,040 | 2,104 | 27.42%      |